# Tell al-Tut
Tell al-Tut (tiếng Ả Rập: تل التوت) là một ngôi làng Syria nằm ở phó huyện Barri Sharqi ở huyện Salamiyah, Hama. Theo Cục Thống kê Trung ương Syria (CBS), Tell al-Tut có dân số 1923 trong cuộc điều tra dân số năm 2004.